# Hame
«Hamé» — чешская пищевая компания, Известна по всему миру благодаря экспорту. Популярность приобрели консервированные продукты, паштеты, рыбные пасты, конфитюры, кетчупы, детское питание и безалкогольные напитки (всего 1700 видов продуктов), принадлежит норвежской корпорацией Orkla. Работает с 1922 года. Является самым большим чешским производителем пищевых продуктов. За свою работу удостаивалась премий. По состоянию на 2017 год, «Hamé» имеет представительства в 40 странах мира.

## Логотип
Логотипом фирмы «Hame» являлся красный медведь. Компания дала этому такое объяснение:
Так и случилось, что при избрании торговой марки выбор пал на обозначение «ХАМЕ», что на староирландском языке означает „дом”. Отечественное качество изделий, наполненных природной силой, представленной изображением самого большого и сильного европейского хищника – медведя, должно было убедить заказчиков, что именно изделия марки «ХАМЕ» с символом медведя – то наилучшее, что им может предложить рынок. А почему медведь красный? Да ведь потому, что в лесах было тогда полно коричневых медведей, а красный медвежонок намного веселее и ласковее.